# 巴希羅·賈
巴希羅·賈（葡萄牙語：Baciro Djá，1973年1月31日—），幾內亞比索政治家，前幾內亞比索总理。
| 前任： 多明戈斯·佩雷拉 | 幾內亞比索總理 2015年8月－2015年9月  | 繼任： 卡洛斯·科雷亞        |
| 前任： 卡洛斯·科雷亞   | 幾內亞比索總理 2016年5月－2016年11月 | 繼任： 烏馬羅·西索科·恩巴洛 |